# How Do You Feel Now?
How Do You Feel Now?  Es el álbum debut de estudio de la banda estadounidense de indie rock Joywave, lanzado por Cultco Music y Hollywood Records el 21 de abril de 2015. El álbum es la continuación del segundo EP de la banda, "How Do You Feel?", Que se lanzó a principios de 2014. Fue coproducida por los miembros de la banda Daniel Armbruster y Sean Donnelly, su grabación fue durante el 2013 y el 2014.
En el álbum se lanzaron cuatro singles oficiales: "Tongues", "Somebody New", "Destruction", y "Now".

## Lista de canciones
| N.º   | Título                            | Duración |  |
| 1.    | «Somebody New»                    | 3:26     |  |
| 2.    | «Carry Me»                        | 4:18     |  |
| 3.    | «Tongues» (feat KOPPS)            | 3:54     |  |
| 4.    | «Destruction»                     | 3:04     |  |
| 5.    | «Now»                             | 4:22     |  |
| 6.    | «Parade»                          | 3:20     |  |
| 7.    | «In Clover»                       | 4:27     |  |
| 8.    | «Feels like a Lie»                | 4:43     |  |
| 9.    | «Traveling at the Speed of Light» | 7:33     |  |
| 10.   | «Nice House»                      | 5:40     |  |
| 11.   | «Bad Dreams»                      | 4:16     |  |
| 49:03 |                                   |          |  |

## Canciones del álbum en videojuegos
La canción, "Tongues" feat KOPPS, fue incluida en el soundtrack del videojuego de EA Sports , FIFA 15
"Somebody New" aparece en el videojuego de la compañía Konami , Pro Evolution Soccer 2016
"Destruction" apareció en el tráiler del videojuego Fortnite, en su modo de juego multijugador en línea Fortnite Battle Royale.

## Clasificación en listas
| Listas (2015)                           | Mejor posición |
| --------------------------------------- | -------------- |
| Estados Unidos (Top Heatseekers Albums) | 3              |
| Estados Unidos (Top Alternative Albums) | 25             |
| Estados Unidos (Top Rock Albums)        | 34             |